# Wertach
El río Wertach (en latín, Vinda) es un afluente del río Lech y se origina en el distrito de Alta Algovia en el extremo sur de Suabia en Baviera, Alemania, por la unión de los arroyos Kaltenbrunnenbach y Eggbach. Atraviesa la comunidad de Wertach y el embalse del Grüntensee (lago del monte Grünten). Acoge los ríos Lobach, Kirnach y Geltnach. Hasta Schwabmünchen atraviesa seis embalses, después la comunidad de Bobingen, luego acoge al río Singold y desemboca en el río Lech en Augsburgo.